# Coprinopsis calospora
Coprinopsis calospora är en svampart som först beskrevs av Bas & Uljé, och fick sitt nu gällande namn av Redhead, Vilgalys & Moncalvo 2001. Coprinopsis calospora ingår i släktet Coprinopsis och familjen Psathyrellaceae.   Inga underarter finns listade i Catalogue of Life.